# Mandirancan (Kebasen)
Mandirancan is een bestuurslaag in het regentschap Banyumas van de provincie Midden-Java, Indonesië. Mandirancan telt 3491 inwoners (volkstelling 2010).